# Jon McGlocklin
Jon McGlocklin (nascido em 10 de junho de 1943) é um ex-jogador profissional de basquete americano que jogou a maior parte de sua carreira no Milwaukee Bucks e conquistou o título da Temporada de 1970–71.

## Carreira
Um arremessador certeiro de 1,95m da Universidade de Indiana, McGlockin foi selecionado pelo Cincinnati Royals na terceira rodada do draft da NBA de 1965, mas ele é mais conhecido por seu mandato de 8 temporadas (1968-1976) no Milwaukee Bucks, com a quem ele ganhou um título da NBA (como companheiro de equipe de Kareem Abdul-Jabbar e Oscar Robertson ) em 1971. Ele marcou 9.169 pontos em sua carreira na NBA e sua camisa #14 foi aposentada pela franquia Bucks. Ele também apareceu no All-Star Game da NBA de 1969.
McGlocklin era mais conhecido por seu arremesso no que agora seria um território de três pontos. Ele era mais eficaz quando emparelhado em uma jogada de dois homens com Jabbar: se o adversário recuasse para fazer uma dupla marcação em Jabbar, McGlocklin os faria pagar do perímetro; quando o adversário saía para defendê-lo, ele passava a bola para Jabbar com apenas um defensor, que na maioria das circunstâncias era superado.
McGlocklin foi selecionado como um dos "50 melhores jogadores de basquete" do século 20, em seu estado natal, Indiana, além de ser incluído no Hall da Fama do Indiana Basketball, na Associação de Treinadores de Basquete de Wisconsin e no Hall da Fama Atlética de Wisconsin.

## Midia
Nos últimos 25 anos, McGlocklin foi membro da equipe de transmissão de televisão dos Bucks, ao lado de Jim Paschke.
Seus muitos anos de envolvimento com a franquia Bucks fizeram muitos fãs chamarem McGlocklin de "Sr. Buck".

## Trabalho de caridade
Na noite de sua aposentadoria em 1976, Jon, juntamente com Eddie Doucette, fundou o MACC Fund, que se tornou nacionalmente reconhecido em sua luta contra o câncer infantil e levantou mais de US $ 45 milhões em pesquisas.

## Estatísticas

### Temporada regular
| Ano      | Equipe     | PJ  | MPJ  | AP   | LL   | RT  | AS  | BR  | TO  | PPJ  |
| -------- | ---------- | --- | ---- | ---- | ---- | --- | --- | --- | --- | ---- |
| 1965–66  | Cincinnati | 72  | 11.8 | .421 | .785 | 1.8 | 1.2 | –   | –   | 5.1  |
| 1966–67  | Cincinnati | 60  | 19.9 | .440 | .712 | 2.7 | 1.6 | –   | –   | 8.5  |
| 1967–68  | San Diego  | 65  | 28.9 | .417 | .867 | 3.1 | 2.7 | –   | –   | 12.1 |
| 1968–69  | Milwaukee  | 80  | 36.1 | .487 | .842 | 4.3 | 3.9 | –   | –   | 19.6 |
| 1969–70  | Milwaukee  | 82  | 36.2 | .530 | .854 | 3.1 | 3.7 | –   | –   | 17.6 |
| 1970–71  | Milwaukee  | 82  | 35.3 | .535 | .862 | 2.7 | 3.7 | –   | –   | 15.8 |
| 1971–72  | Milwaukee  | 80  | 27.7 | .510 | .865 | 2.3 | 2.9 | –   | –   | 10.7 |
| 1972–73  | Milwaukee  | 80  | 24.4 | .502 | .863 | 2.0 | 3.0 | –   | –   | 9.6  |
| 1973–74  | Milwaukee  | 79  | 24.2 | .475 | .900 | 1.8 | 3.1 | 0.5 | 0.1 | 9.2  |
| 1974–75  | Milwaukee  | 79  | 23.5 | .496 | .875 | 1.5 | 3.2 | 0.6 | 0.1 | 9.0  |
| 1975–76  | Milwaukee  | 33  | 10.2 | .426 | .900 | 0.5 | 1.2 | 0.2 | 0.0 | 4.1  |
| Carreira | Carreira   | 792 | 26.4 | .489 | .845 | 2.4 | 2.9 | 0.5 | 0.1 | 11.6 |
| All-Star | All-Star   | 1   | 7.0  | .500 | –    | 1.0 | 0.0 | –   | –   | 2.0  |

### Playoffs
| Ano      | Equipe     | PJ | MPJ  | AP   | LL    | RT  | AS  | BR | TO | PPJ  |
| -------- | ---------- | -- | ---- | ---- | ----- | --- | --- | -- | -- | ---- |
| 1966     | Cincinnati | 4  | 16.5 | .483 | 1.000 | 2.0 | 1.0 | –  | –  | 7.5  |
| 1970     | Milwaukee  | 10 | 37.7 | .431 | .806  | 3.6 | 2.1 | –  | –  | 14.9 |
| 1971     | Milwaukee  | 14 | 35.1 | .536 | .848  | 2.2 | 2.4 | –  | –  | 14.9 |
| 1972     | Milwaukee  | 5  | 20.6 | .429 | .833  | .6  | 1.2 | –  | –  | 7.0  |
| 1973     | Milwaukee  | 6  | 24.2 | .509 | .875  | 1.2 | 2.2 | –  | –  | 10.2 |
| 1974     | Milwaukee  | 14 | 23.8 | .495 | .727  | 1.1 | 3.1 | .4 | .1 | 8.4  |
| 1976     | Milwaukee  | 2  | 6.5  | .750 | –     | .5  | .5  | .5 | .0 | 3.0  |
| Carreira | Carreira   | 55 | 27.8 | .489 | .824  | 1.9 | 2.2 | .4 | .1 | 11.0 |

Fonte: